# Bachó Viktor
Dezséri Bachó Viktor (Szendrő, 1849. február 25. – Budapest, 1888. január 1.) magyar építész, a szegedi piarista gimnázium tervezője.

## Származása
A dezséri Bachó család Trencsén megyéből származott, királyi biztost, honvédhadnagyot és katonazenészt is adott  az országnak. Dezséri Bachó Bálint a Csáky család szendrői tiszttartója volt, felesége Wittich Apollónia. Amikor gyermeküket, Viktort a szendrői plébános keresztvíz alá tartotta, maga gróf Csáky Gábor (1825–1862) és édesanyja, özvegy Csáky Istvánné Lazanszky Ludmilla (1800–1883) grófnő vállalták a keresztszülőséget.

## Munkássága
Rövid építészi pályáját Szegeden kezdte. 1880 februárjában a Csongrád vármegye szentesi székházára kiírt pályázaton második díjat kapott, de második, meghívásos fordulóra, májusra már nem adott be munkát. 
 Két év múlva, 1882. március 4-én ugyancsak második díjat nyert a szegedi városháza átalakítására kiírt pályázaton (ahol Pártos Gyula és Lechner Ödön terve nyerte az első díjat. Ezt követően viszont a Tisza Lajos körút 66. szám alatti irodájában több középületet és magánházat tervezhetett az 1879. évi pusztító árvíz utáni rohamosan újjáépülő városban és környékén.
- Szeged, pénzügyigazgatósági palota („fináncia”, Tisza Lajos körút  2.), 1881–1882. – Eredetileg Lukse-Fábry Béla tervezte, azonban a megváltoztatott telekkiosztás miatt átdolgozása volt szükséges. Lukse-Fábry elfoglaltsága miatt a munkával Bachó Viktort bízták meg. Az építkezést 1882 januárjában kezdte Jiraszek és Krausz cége, és októberre fejezték be. Később volt ipari tanuló iskola, kommunista pártház, Hotel Belvedere szálloda, 2015-től pedig Csongrád megye székháza. – „Originalitást az épületen ne keressünk, mint ahogy arra nem is igen törekszik végrehajtója, Bachó Viktor sem, de azt látjuk ebben is, hogy képzett és tanult építész műve, ki a tanultat és tapasztaltat jól fel tudja használni és céljaira alkalmazni, anélkül, hogy másolna, s kinél csak a bátorság hiányzik ahhoz, hogy eddigi jó tulajdonságai mellé még az originalitást is megszerezze.” [5]
- Hódmezővásárhely, Ógimnázium bővítése (Kerék Gyulával), 1882
- Szeged, Burger Alajos mindszenti uradalmi inspektor háza (Stefánia 1.), 1882. – Az építkezést Heszlényi József vezette.[6]
- Szeged, 5. honvéd gyalogezred kaszárnyája (Honvéd tér 6.), 1883. – Később a Szegedi Egyetem egyik épülete (közgazdasági kar, Idegennyelvi Kommunikációs Intézet, levéltár, tehetségpont ,stb.).
- Szeged, Prosznitz-ház (Széchenyi tér 14.), 1883. – A telekre Prosznitz Mihály fiai, Vilmos és Simon 1883 áprilisában Jiraszekkel és Krausszal készíttettek tervet, majd júniusban Bachó Viktorral újraterveztették. A Hoffer Károly által kivitelezett építkezés 1884 novemberére fejeződött be.[6]
- Szeged, Jerney Mihály háza (Széchényi tér 8.), 1883. – A tervek 1883 júliusában készültek, az építkezés 1884 szeptemberére fejeződött be, kivitelezője Erdélyi Mihály volt.[6]
- Nagymágocs, Szent Alajos plébániatemplom, 1883. – Gróf Károlyi Alajos (1825-1889), az Osztrák–Magyar Monarchia londoni nagykövete építtette a kastélypark sarkában, neoromán stílusban.[6][7]

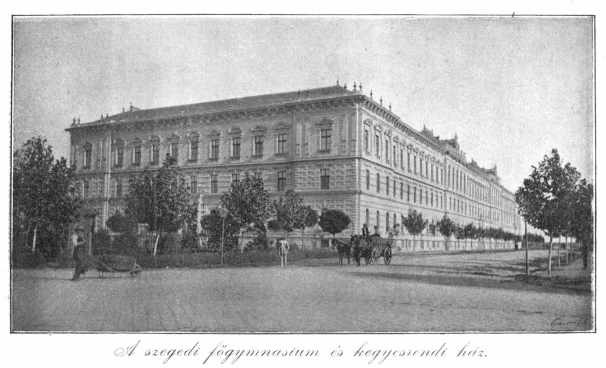
A szegedi piarista gimnázium épülete (1896)

- Szeged, piarista gimnázium és rendház (Gizella tér 1., Tisza Lajos körút 82.), 1884–1886. – A tervezésre 1884-ben kapott megbízást, a végleges, a közoktatási minisztérium által is jóváhagyott terv 1885-ben készült. Az építkezést 1885 júniusában kezdte Erdélyi Mihály építőmester, és a piaristák 1886 októberében vették használatba. „A Gizella téri fényes palota, amelyet Szeged város nagy áldozatok árán létesített az oktatásügynek, nem csak külsőleg díszes, az egyik legremekebb középiskolai épület az országban, hanem a belső berendezése és fölszerelése tekintetében is ritkítja párját: díszterme oly gyönyörű, hogy akármelyik balkáni fejedelem elfogadhatná trónteremnek; az iskolahelyiségben pedig egyesítve van mindaz, amit csak a pedagógiai tapasztalatokkal karöltve járó építészeti technika előállíthat.”[8] – A gimnázium 1948. évi államosítása majd megszüntetése után az egyetem Bolyai-épülete lett, amelyet a Természettudományi és Informatikai Kar használ. Utoljára 2013 és 2015 között újították föl, ekkor új színű, pontusi vörös és a velencei vörös színekből kevert mintázatú, színes vakolatot kapott.[9]

## Halála
A több éves megfeszített munka valószínűleg megterhelte Bachó Viktor szervezetét, és végül megbetegítette. 1886 júliusában elmezavart állapotba került, és a budapest–lipótmezői országos tébolydába szállították. A piarista gimnázium építésének befejezését már  ifj. Heszlényi József irányította. Másfél év múlva, 1888. január 1-én hunyt el a Lipótmezőn „idegrendszeri kimerülés” miatt. Felesége, a derekegyházi születésű Wittich Anna (Wittich Elek lánya, 1863–1900), 12 évvel élte túl férjét, 1900 február 5-én hunyt el Budapesten (VIII. Rökk Szilárd utca 35.).